# Haplopelma doriae
Haplopelma doriae är en spindelart som först beskrevs av Tord Tamerlan Teodor Thorell 1890.  Haplopelma doriae ingår i släktet Haplopelma och familjen fågelspindlar. Inga underarter finns listade i Catalogue of Life.